# Kostel svaté Kateřiny Alexandrijské (Stříbrné Hory)
Kostel svaté Kateřiny Alexandrijské je osamoceně stojící kostel obklopený hřbitovem, nalézající se jižně od obce Stříbrné Hory. Stojí na místě původní gotické stavby, ze které se dochoval hrotitý portál mezi podvěžím a lodí. Kostel je chráněn jako kulturní památka.

## Historie
První písemná zmínka o zdejším kostele pochází z roku 1265, ale z listinných dokumentů je zřejmé, že svatostánek zde stál již o mnoho let dříve. Založili jej pravděpodobně němečtí horníci, kteří zde těžili stříbrnou rudu. Místní hornické sídliště se tehdy nazývalo Monte Herlivini (Hory Herlivinovy). Nejprve spadal kostel pod přibyslavskou duchovní správu, po založení kláštera v Pohledu přešel pod jeho správu.
V době husitských válek byl kostel v roce 1424 vypálen a zřejmě zaniklo i okolní, už tak řídké osídlení. Až dokumenty z roku 1692 referují o výstavbě nové věže se zvonicí. V roce 1728 byl nicméně kostel kvůli celkové zchátralosti zbořen a poté znovu vystavěn. Počátkem 19. století se o jeho demolici uvažovalo znovu. Soudně pak byl patronát nad kostelem přiřčen vrchnosti v Polné, které tak připadlo i finanční břemeno spojené s opravou. Kostel se však podařilo zachránit.
V roce 1843 byly z kostela odcizeny dva zvony. V květnu 1969 vyhořel po zásahu bleskem, tři roky nato byl nicméně znovu otevřen. Později byl však tolikrát vykraden, že dnes již jeho inventář neobsahuje žádné cenné ani historicky zajímavé předměty.

## Bohoslužby
V kostele se konají bohoslužby každou 3. neděli v měsíci.